# A+E Networks

## 1. 개요
글로벌 미디어 그룹으로 미국 지상파 방송 ABC를 보유한 디즈니와 세계 최대 미디어 그룹 허스트의 합작사다. 전 세계 200여 개국에 진출해 히스토리, 라이프타임, A&E 등 90여 개의 채널 브랜드를 보유하고 있다.
미국 버라이어티가 발표한 2023년 가장 많이 시청한 네트워크 순위에서 히스토리가 15위, 라이프타임이 29위, A&E가 30위를 차지했다.

## 2.에이앤이 코리아
2017년 10월 한국 진출 이후 에이앤이 코리아는 팩츄얼 엔터테인먼트 브랜드 히스토리와 글로벌 유니크 콘텐츠 브랜드 라이프타임을 런칭했다. 이어 2020년 8월에는 디지털 스튜디오인 달라스튜디오를 런칭하며 글로벌 프리미엄 콘텐츠와 에이앤이 코리아 오리지널 콘텐츠를 선보이고 있다.
특히 달라스튜디오는 킬러 콘텐츠인 네고왕을 비롯해 발명왕, 로또왕, 견적왕
등 시그니처 왕 시리즈를 이어가고 있다.

### 2.1 오리지널 콘텐츠 제작 투자
에이앤이 코리아는 한국 진출 이후 한국 시장에 대한 전략적 투자를 단행하고 있다. 2년 반 동안 무려 40여 편이 넘는 오리지널 콘텐츠를 제작해 전 세계 시청자들에게 선보였다.
진출 직후는 예능과 웹 예능을 중심으로 한 오리지널 콘텐츠 제작에 집중하며 라이프타임 채널에서 ‘파자마 프렌즈’, 김소현의 ‘스무 살은 처음이라’, 김유정의 ‘하프 홀리데이’, 김재중의 ‘트래블 버디즈’를, 히스토리 채널에서는 ‘뇌피셜’, ‘트레저헌터’ 등 신선하고 특색있는 콘텐츠를 선보였다.
2020년부터는 프리미엄 드라마 제작 투자에 집중하며 매년 한 편 이상의 드라마를 선보이며 이를 에이앤이 네트웍스-라이프타임 글로벌 네트워크와 뷰(Viu), 라쿠텐 비키(Rakuten Viki), 유넥스트(U-NEXT) 등 글로벌 OTT를 통해 전 세계 방영하며 K 콘텐츠 저력을 보여 주고 있다. 특히 2022년에 선보인 지창욱, 성동일, 최수영 주연 '당신이 소원을 말하면'은 에이앤이 100% 제작 투자작이다.
- 2020년 6월 ‘편의점 샛별이'
- 2021년 4월 '드라마월드'
- 2022년 5월 '우리는 오늘부터'
- 2022년 8월 '당신이 소원을 말하면'
- 2023년 10월 '오늘도 사랑스럽개'

### 2.2 MOU/공동제작/투자
에이앤이 코리아는 런칭 당시부터 IHQ를 파트너로 선정하는 등 다양한 사업자와 파트너십을 구축하고 있다.
IHQ와의 파트너십을 통해 에이앤이의 요리 대결 쇼 ‘맨 vs 차일드(Man vs Child)’ 한국판을 공동 제작했다.
2018년에는 TV조선와 콘텐츠 공동제작 및 글로벌 유통을 위한 파트너십(MOU)을 체결했다.
2019년에는 JTBC와 글로벌 콘텐츠 포맷 및 공동제작에 대한 파트너십을 체결하고 백종원과 아이돌 최강창민이 출연한 '양식의 양식'을 제작했다.
2021년에는 MBC와 '빈집살래 in 어촌'을 공동제작하고 에이앤이 아시아를 통해 싱가포르 등 17여 개국에 동시 방영하며 어촌 지역 재생에 관한 관심을 환기했다.
2023년에는 히스토리가 국방홍보원과 국방·안보 분야 홍보 및 공동사업 발굴·추진을 위한 업무 협약을 체결하고 '본게임2: MSPO 특별편' 공동제작 및 편성했다.

## 3. 채널 브랜드

### 3.1라이프타임
글로벌 유니크 콘텐츠 브랜드로 전 세계 100여 개국에 진출해 1억 5천만 명의 시청 가구와 583만 디지털 구독자를 보유하고 있다.
드라마, TV 무비, 리얼리티/버라이어티, 라이프스타일 장르의 콘텐츠를 제작하고 있으며, 국내에서는 오리지널 프리미엄 드라마 제작 투자에 집중하고 있다. '오늘도 사랑스럽개', '당신이 소원을 말하면' 등 연간 2편 이상의 드라마를 선보이고 있다.
그뿐만 아니라 ‘연남동 키스신’, ‘인어왕자’ 등의 오리지널 웹 드라마를 비롯해 물론 공동제작을 통해 '대학체전: 소년선수촌', '뚜벅이 맛총사', '나는 지금 화가 나 있어' 등의 다양한 한국형 예능도 제작하고 있다.

### 3.2히스토리
글로벌 팩츄얼 엔터테인먼트 브랜드로 전 세계 160여 개국에 진출해 3억 8천만 명의 시청 가구 및 8,500만의 디지털 구독자를 보유하고 있다.
프리미엄 다큐멘터리, 미스터리, 팩츄얼 엔터테인먼트, 사이언스, 밀리터리 장르의 콘텐츠를 제작하고 있으며, 국내에서는 '뇌피셜', '트레저헌터', '트래블 다이어리' 등 다채로운 TV-디지털 오리지널도 선보이고 있다.

### 3.3달라스튜디오
에이앤이 코리아의 디지털 스튜디오로 “우린 달라”라는 캐치프레이즈를 앞세워 개성 있는 콘텐츠를 선보이고 있다.
브랜드 런칭 3개월 만에 100만 구독자 돌파, 런칭 10개월 만에 누적 조회수 1억 뷰를 돌파하는 기록적인 행보를 보이며 유튜브가 선정한 ‘2020년 가장 많이 성장한 채널’ 1위로 선정됐다.
'네고왕'을 필두로 '로또왕', '발명왕', '견적왕' 등의 시그니처 왕 시리즈와 '배달그라운드', '그늘집' 등 다양한 라인업이 있다.
특히 '네고왕'으로 웹 예능으로는 최초로 '2021 뉴미디어 콘텐츠상 대상'을 수상했다.
1. ↑  Schneider, Michael (2023년 12월 28일). “Most-Watched Television Networks: Ranking 2023’s Winners and Losers” (미국 영어). 2024년 3월 20일에 확인함.
2. ↑  “에이앤이 네트웍스 코리아, '편의점 샛별이' 19일 전세계 동시 공개”. 2024년 3월 20일에 확인함.
3. ↑  Inc, Digital Chosun. “에이앤이코리아, 지창욱 '당신이 소원을 말하면' 100억여원 단독 투자 "세계로 뻗어 나갈 것"”. 2024년 3월 20일에 확인함.
4. ↑  기사입력: 2017-10-12 15:14. “iHQ, 에이앤이 손잡고 글로벌 콘텐츠 제작사로 도약”. 2024년 3월 20일에 확인함.
5. ↑  이정현 (2018년 11월 21일). “TV조선-에이앤이 네트웍스, 파트너십 체결”. 2024년 3월 20일에 확인함.
6. ↑  김수지 (2019년 5월 17일). “글로벌 미디어 기업 에이앤이 네트웍스-JTBC, 콘텐츠 포맷 및 공동 제작 위해 맞손”. 2024년 3월 20일에 확인함.
7. ↑  “MBC, 해수부·통영시와 MOU…`빈집살래2` 제작”. 2021년 6월 9일. 2024년 3월 20일에 확인함.
8. ↑  Inc, Digital Chosun. “히스토리, 국방 TV  공동 제작”. 2024년 3월 20일에 확인함.
9. ↑  스포츠월드 (2020년 12월 4일). “2020년 유튜브, 구독자 수 증가 및 성장 채널 톱10은?”. 2024년 3월 20일에 확인함.
10. ↑  “'네고왕', 2021 뉴미디어 콘텐츠상 대상…"선순환 효과 창출"”. 2021년 9월 10일. 2024년 3월 20일에 확인함.